# Predsjednik Rusije
Predsjednik Rusije, služeno predsjednik Ruske Federacije (rus. Президент Российской Федерации) izvršni je državni poglavar Rusije. On je predsjednik Saveznog državnog vijeća i vrhovni zapovjednik ruskih oružanih snaga. To je najviša služba u Rusiji.
Moderna inkarnacija ureda nastala je od predsjednika Ruske Sovjetske Federativne Socijalističke Republike (RSFSR). Godine 1991. Boris Jeljcin izabran je za predsjednika RSFSR-a, postavši prvi nekomunistički član partije koji je izabran na važnu sovjetsku političku ulogu. Odigrao je ključnu ulogu u raspadu Sovjetskog Saveza koji je doveo do transformacije RSFSR-a u Rusku Federaciju. Nakon niza skandala i sumnji u njegovo vodstvo, izbilo je nasilje diljem Moskve u ruskoj ustavnoj krizi 1993. godine. Kao rezultat toga, proveden je novi ustav, a ruski Ustav iz 1993. i danas je na snazi. Ustav uspostavlja Rusiju kao polupredsjednički sustav koji odvaja predsjednika Rusije od Vlade Rusije koja obnaša izvršnu vlast.
U svim slučajevima kada predsjednik Ruske Federacije nije u mogućnosti obavljati svoje dužnosti, te se dužnosti privremeno delegiraju na premijera Rusije, koji postaje vršitelj dužnosti predsjednika Rusije.
Ovlasti predsjedništva uključuju: izvršavanje saveznih zakona, imenovanje saveznih ministara i članova pravosuđa, te pregovaranje o ugovorima sa stranim silama. Predsjednik također ima ovlast davati savezna pomilovanja i odgode, te sazivati i raspuštati Saveznu skupštinu u izvanrednim okolnostima. Također imenuje premijera koji uz predsjednika vodi unutarnju politiku Ruske Federacije.
Predsjednik se bira izravno putem glasovanja na mandat od šest godina. Prethodno je Ustavom utvrđeno ograničenje predsjedničkog mandata ograničavajući dužnosnika na najviše dva mandata. Međutim, ovo je ograničenje u međuvremenu preispitano velikim dijelom zbog ustavnih amandmana koji su ratificirani 2020. Sve u svemu, tri su osobe imale četiri predsjedničke funkcije u šest punih mandata. U svibnju 2012. Vladimir Putin postao je ponovno predsjednik; ponovno je izabran u ožujku 2018. i inauguriran u svibnju na mandat od šest godina. Imat će pravo na reizbor 2024.

## Popis predsjednika
| Ime                             | Trajanje    | Duljina mandata     |
| ------------------------------- | ----------- | ------------------- |
| Boris Jeljcin                   | 1991.–1999. | 8 godina i 5 dana   |
| Vladimir Putin (1. i 2. mandat) | 2000.–2008. | 8 godina            |
| Dmitrij Medvedev                | 2008.–2012. | 4 godina            |
| Vladimir Putin (3. i 4. mandat) | 2012.–danas | 11 godina i 311 dan |